# Self-XSS
Self-XSS（英語：self cross-site scripting），又稱「Self型跨站脚本攻击」，是一种可以获得受害者网络账号的社会工程学攻击手段。在Self-XSS攻击中，受害者无意中在浏览器里运行了恶意代码，通过一种称为跨站脚本的漏洞将个人信息暴露给攻击者。

## 概述

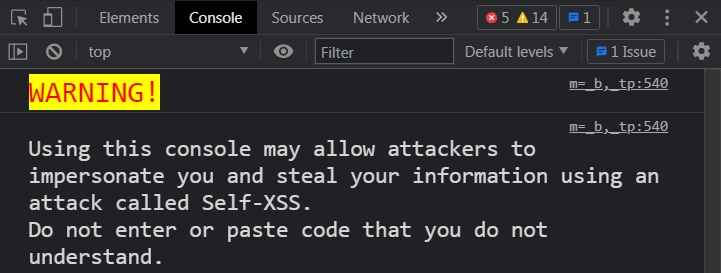
浏览器中的web开发者控制台提示谨防Self-XSS攻击。

Self-XSS通过诱骗用户将恶意内容复制并粘贴到浏览器的Web开发者控制台进行攻击。通常，攻击者会发布一条消息，称通过复制和运行某些代码，用户将能够入侵另一个用户的帐户。实际上，该代码允许攻击者劫持受害者的帐户。

## 历史与预防手段
过去也有出现类似的攻击手段，即诱骗用户将恶意JavaScript代码粘贴到地址栏中。当浏览器厂商通过阻止从地址栏中轻松运行 JavaScript 来阻止这一攻击时，攻击者开始使用如今的Self-XSS。Web浏览器厂商已经采取措施预防这一攻击。Firefox以及Google Chrome通过在浏览器控制台中警告用户防止Self-XSS攻击。Facebook等网站在用户打开控制台时显示警告消息，并附有链接解释这一攻击的原理。

## 词源
名词中的“self”指的是用户攻击自己的事实。“XSS”是跨站脚本的缩写。XSS和Self-XSS攻击都会导致在合法站点上运行恶意代码。然而，这两种攻击手段没有太多共同点，因为 XSS 是针对网站本身的攻击（用户无法保护自己，但可以由网站运营商修复，使他们的网站更安全），而 Self-XSS 是一种针对用户的社会工程攻击（精明的用户可以保护自己免受攻击，但网站运营商对此无能为力）。